# بيت الظاهر (الجميمة)

تعديل مصدري - تعديل

بيت الظاهر هي إحدى قرى عزلة مساهر مور بمديرية الجميمة التابعة لمحافظة حجة، بلغ تعداد سكانها 78 نسمة حسب تعداد اليمن لعام 2004.